# ویلیام فرانک (ورزشکار)
ویلیام فرانک (انگلیسی: William Frank; ۱ دسامبر ۱۸۷۸ – ۳۱ مارس ۱۹۶۵) ورزشکار دو و میدانی، و دونده ماراتن اهل ایالات متحده آمریکا بود.